# Miličská skala
Miličská skala je přírodní památka v oblasti Prešov.
Nachází se v katastrálním území obce Skároš v okrese Košice-okolí v Košickém kraji. Území bylo vyhlášeno či novelizováno v roce 1990 na rozloze 11,6 ha. Ochranné pásmo nebylo stanoveno.